# Gustav Philipsen
Gustav Philipsen (født 27 oktober 1853, død 3. februar 1925) var en dansk-jødisk forretningsmand og politiker.
Philipsen blev juridisk kandidat 1875, medejer af forlaget P. G. Philipsen 1877 og leder af Nordisk Forlag i 1892. Efter fusionen med Gyldendalske Boghandel blev han 1903 bestyrelsesmedlem og 1919 formand for det nye selskab. Philipsen, der var meget socialt interesseret, tilhørte 1898-1903 Folketinget som liberal. Som medlem af borgernes repræsentation i København fra 1893 udøvede han stor indflydelse på kommunepolitikken. Philipsen søgte en pacificering af arbejdsmarkedet.